# Maixnerova lípa
Maixnerova lípa je památný strom – lípa malolistá (Tilia cordata) rostoucí v obci Jívka ve stráni nad bývalou školou u domu čp. 185. Chráněna je od roku 2002 pro svůj vzrůst.
- číslo seznamu: 605049.1/1
- obvod kmene 575 cm
- výška: 25 m